# Municipio de Marion (condado de Marion)
El municipio de Marion (en inglés: Marion Township) es un municipio ubicado en el condado de Marion en el estado estadounidense de Ohio. En el año 2010 tenía una población de 44749 habitantes y una densidad poblacional de 469,22 personas por km².

## Geografía
El municipio de Marion se encuentra ubicado en las coordenadas 40°36′8″N 83°7′50″O / 40.60222, -83.13056. Según la Oficina del Censo de los Estados Unidos, el municipio tiene una superficie total de 95.37 km², de la cual 94.98 km² corresponden a tierra firme y (0.41%) 0.39 km² es agua.

## Demografía
Según el censo de 2010, había 44749 personas residiendo en el municipio de Marion. La densidad de población era de 469,22 hab./km². De los 44749 habitantes, el municipio de Marion estaba compuesto por el 87.94% blancos, el 8.3% eran afroamericanos, el 0.18% eran amerindios, el 0.48% eran asiáticos, el 0.06% eran isleños del Pacífico, el 0.98% eran de otras razas y el 2.06% pertenecían a dos o más razas. Del total de la población el 2.74% eran hispanos o latinos de cualquier raza.